# Esteríbar
Esteríbar (em castelhano) ou Esteribar (em basco) é um município da Espanha na província e comunidade foral (autónoma) de Navarra. Tem 146,77 km² de área e em 2021 tinha 2 790 habitantes (densidade: 19 hab./km²).

## Demografia
| Variação demográfica do município entre 1991 e 2004 | Variação demográfica do município entre 1991 e 2004 | Variação demográfica do município entre 1991 e 2004 | Variação demográfica do município entre 1991 e 2004 |
| --------------------------------------------------- | --------------------------------------------------- | --------------------------------------------------- | --------------------------------------------------- |
| 1991                                                | 1996                                                | 2001                                                | 2004                                                |
| 1412                                                | 1475                                                | 1454                                                | 1547                                                |